# Дуболугівська сільська рада
Дуболу́гівська сільська́ ра́да — адміністративно-територіальна одиниця та орган місцевого самоврядування в Ніжинському районі Чернігівської області. Адміністративний центр — село Дуболугівка.

## Загальні відомості
Дуболугівська сільська рада утворена у 1919 році.
- Територія ради: 38,083 км²
- Населення ради: 568 осіб (станом на 2001 рік)

## Населені пункти
Сільській раді були підпорядковані населені пункти:
- с. Дуболугівка

## Склад ради
Рада складалася з 12 депутатів та голови.
- Голова ради: Острянко Руслан Олегович
- Секретар ради: Слуцька Валентина Іванівна

### Керівний склад попередніх скликань
| Прізвище, ім'я, по батькові | Основні відомості                                                                       | Дата обрання | Дата звільнення |
| --------------------------- | --------------------------------------------------------------------------------------- | ------------ | --------------- |
| Острянко Руслан Олегович    | Сільський голова, 1976 року народження, освіта середня спеціальна, безпартійний         | 26.03.2006   | 31.10.2010      |
| Острянко Руслан Олегович    | Сільський голова, 1976 року народження, освіта середня спеціальна, член Партії регіонів | 31.10.2010   |                 |

Примітка: таблиця складена за даними сайту Верховної Ради України

### Депутати
За результатами місцевих виборів 2010 року депутатами ради стали:

#### За суб'єктами висування
| Суб'єкт висування           | Кількість обраних депутатів | %  |
| --------------------------- | --------------------------- | -- |
| Самовисування               | 9                           | 75 |
| Комуністична партія України | 3                           | 25 |

#### За округами
| № округу                    | Прізвище, ім'я, по батькові     | Дата визнання обраним | Освіта  | Партійна приналежність | Відомості про обраного депутата                            |
| --------------------------- | ------------------------------- | --------------------- | ------- | ---------------------- | ---------------------------------------------------------- |
| Комуністична партія України |                                 |                       |         |                        |                                                            |
| 4                           | Слуцька Валентина Іванівна      | 03.11.2010            | середня | позапартійна           | Дуболугівська сільська рада, секретар                      |
| 5                           | Федько Катерина Миколаївна      | 03.11.2010            | середня | позапартійна           | пенсіонер                                                  |
| 9                           | Купрій Ніна Іванівна            | 03.11.2010            | вища    | позапартійна           | Дуболугівська загальноосвітня школа І-ІІ ст., вчитель      |
| Самовисування               |                                 |                       |         |                        |                                                            |
| 1                           | Ольховик Лідія Петрівна         | 03.11.2010            | середня | позапартійна           | тимчасово не працює                                        |
| 2                           | Остапенко Володимир Миколайович | 03.11.2010            | середня | позапартійний          | тимчасово не працює                                        |
| 3                           | Прокопець Віра Миколаївна       | 03.11.2010            | середня | позапартійна           | Дуболугівський фельдшерсько-акушерський пункт, завідувачка |
| 6                           | Дідик Людмила Володимирівна     | 08.11.2010            | середня | позапартійна           | тимчасово не працює                                        |
| 7                           | Глушко Наталія Миколаївна       | 03.11.2010            | середня | позапартійна           | тимчасово не працює                                        |
| 8                           | Сидорова Марина Юріївна         | 03.11.2010            | середня | позапартійна           | Дуболугівська сільська рада, головний бухгалтер            |
| 10                          | Мина Надія Степанівна           | 03.11.2010            | середня | позапартійна           | Ніжинське районне управління праці, соціальн.працівни      |
| 11                          | Прокопець Наталія Володимирівна | 03.11.2010            | середня | позапартійна           | приватний підприємець                                      |
| 12                          | Падалка Анатолій Леонідович     | 03.11.2010            | середня | позапартійний          | тимчасово не працює                                        |